# 60 Second Wipeout
| Recensione     | Giudizio |
| -------------- | -------- |
| AllMusic       |          |
| Rolling Stones |          |

60 Second Wipeout è il terzo album in studio del gruppo musicale tedesco Atari Teenage Riot, pubblicato nel 1999.

## Tracce
1. Revolution Action – 4:09
2. By Any Means Necessary – 2:38
3. Western Decay – 5:50
4. Atari Teenage Riot II – 6:08
5. Ghostchase – 4:34
6. Too Dead for Me – 4:17
7. U.S. Fade Out – 2:52
8. The Virus Has Been Spread – 1:15
9. Digital Hardcore – 4:11
10. Death of a President D.I.Y.! (featuring Dino Cazares) – 4:43
11. Your Uniform (Does Not Impress Me!) (featuring MC D-Stroy dei The Arsonists) – 5:48
12. No Success (featuring Freestyle & Kathleen Hanna) – 3:48
13. Anarchy 999 (featuring The Arsonists & Kinetics) – 4:07